# Эберхардт, Эрих
Эрих Эберхардт (нем. Erich Eberhardt; 1 октября 1913, Висбаден — 1 июля 1965, Лорхайм , ФРГ) — немецкий военачальник нацистской Германии, СС-Оберштурмбаннфюрер Ваффен-СС.

## Биография
С 1931 служил в полиции Гамбурга. В 1934 году стал одним из первых членов СС. Член НСДАП, партбилет N 4178022.
Военную службу начал в составе полка СС 1 «Германия». В 1936 году для подготовки к офицерскому званию был направлен на учёбу в училище СС в Брауншвейге, после окончания учёбы получил звание унтерштурмфюрера.
В начале Второй мировой войны, Эберхардт был СС-гауптштурмфюрером и командиром 12 роты 9 гренадерского полка танковой дивизии СС «Викинг».
После вторжения в Советский Союз (Операция Барбаросса), за успешные действия в июле 1941 года был награждён Железным крестом 2 класса, а в сентябре 1941 года — Железным крестом 1 класса
С марта 1942 по июнь 1943 года — офицер штаба 7-й добровольческой горной дивизии СС «Принц Ойген». В октябре 1943 года направлен в штаб танковой дивизии СС «Мёртвая голова».
Оберштурмбаннфюрер с апреля 1944 года.
За умелое руководство и действия в июле 1944 года, был награждён Рыцарским крестом Железного креста. Тогда советские войска прорвали фронт и немецкие части вынуждены были поспешно отступать. Эберхардт развернул подразделения, удерживал линию фронта от натиска советских танковых частей и кавалерийского корпуса под Гродно. По его приказу в бой выдвинулась танковая диви́зия СС «Мёртвая голова́». В районе к западу от Гродно им удалось проникнуть в российские тылы и напасть на русский фланг, что вынудило советские танковые части и конницу принять затяжной бой, что позволило немцам провести перегруппировку. Группа армий вермахта начала наступление с севера и пять советских дивизий были отрезаны от основных сил, фронт стабилизировался.
Эберхардт сражался до последних дней войны. 9 мая 1945 года командование дивизии «Мёртвая голова» начала переговоры о сдаче союзникам. Эберхардт дал команду двигаться на Запад, чтобы не попасть в плен советским частям. Однако, американцы передали его русским.
Эберхардту удалось вырваться и бежать на Запад.
После войны с 1951 г. Эберхард — активный участник общества взаимопомощи бывших членов войск СС (ХИАГ) в Западной Германии. После смерти первого председателя организации Курта Мейера в 1961 году Эберхард возглавил ХИАГ.